# Hilal El-Helwe
Hilal El-Helwe (arabisch هلال الحلوة, DMG Hilāl al-Ḥalwa; * 24. November 1994 in Hannover) ist ein deutsch-libanesischer Fußballspieler, der beim FC 08 Homburg unter Vertrag steht.

## Karriere

### Verein
El-Helwe begann seine Karriere in der Jugend von Hannover 96, wo er bis zu seinem Wechsel zum TSV Havelse (2008) aktiv war. Nach zwei Jahren in den Jugendmannschaften des Vereins aus Garbsen wechselte er zum SC Langenhagen, wo er in den nächsten zwei Jahren in der Jugend des Vereins spielte, ehe er nach Havelse zurückkehrte und die dortige U19-Mannschaft verstärkte. Zu Beginn der Saison 2013/14 wurde El-Helwe in den Kader der ersten Mannschaft von Havelse berufen und kam am 31. August 2013 (5. Spieltag der Regionalliga Nord) gegen die zweite Mannschaft von Eintracht Braunschweig zu seinem ersten Profieinsatz kam. Er wurde in der 63. Minute für Maurice Maletzki eingewechselt, das Spiel ging am Ende mit 2:3 verloren. Im weiteren Verlauf der Saison kam der Stürmer zu weiteren 25 Einsätzen, bei denen er sechs Tore schoss. Auch in der Saison 2014/15 gehörte er der ersten Mannschaft des TSV Havelse an und kam dabei zu 33 Einsätzen (11 Tore).
Zu Beginn der Saison 2015/16 wechselte Hilal El-Helwe zum Ligakonkurrenten VfL Wolfsburg II, mit dem er die Meisterschaft in der Regionalliga Nord erringen konnte, dabei kam er in 22 Spielen zum Einsatz und erzielte sieben Tore. Im Rahmen der folgenden Aufstiegsrelegation kam El-Helwe in beiden Spielen gegen den SSV Jahn Regensburg zum Einsatz, bereitete auch ein Tor vor, jedoch scheiterte der Aufstieg aufgrund des mit 0:2 verlorengegangen Rückspiels. Nach dem verpassten Aufstieg wechselte der Stürmer zum Halleschen FC in die 3. Liga, wo er einen Zwei-Jahres-Vertrag erhielt. Sein erstes Drittligaspiel absolvierte er am 6. August 2016 beim Heimspiel gegen den Chemnitzer FC (2. Spieltag der Saison 2016/17), als er in der 78. Minute für Sascha Pfeffer eingewechselt wurde. Das Spiel endete 1:1.
Im Sommer 2018 folgte ein Wechsel nach Griechenland zum Erstligisten Apollon Smyrnis, mit dem er nach 21 Liga- (3 Tore) und vier Pokalspielen (1 Treffer) als Tabellenletzter abstieg. Zur Saison 2019/20 kehrte er in die 3. Liga nach Deutschland zurück und unterschrieb einen Zweijahresvertrag beim SV Meppen. Mit den Meppener gelang 2019/20 eine überaus erfolgreiche Saison, die Platz 7 der 3. Liga bedeutete. El-Helwe war dabei zu 27 Ligaeinsätzen gekommen, bei denen er 5 Tore erzielte. Die 2019/20 verlief dafür umso enttäuschender: El-Helwe kam nur noch zu 11 Ligaeinsätzen, bei denen er zwei Tore erzielte. Nachdem er zwischenzeitlich bereits mehrfach nicht mehr für den Kader berücksichtigt worden war, wechselte er Ende Februar 2021 in den Nahen Osten und schloss sich im März zunächst al-Faisaly in Jordanien an. Dort kam er u. a. zu vier Einsätzen im AFC Cup, wobei er mit al-Faisaly im Viertelfinale ausschied. Im Juli 2021 wechselte er schließlich zu al Ahed. Nach Stationen in Malaysia beim Penang FC und im Libanon beim Bourj FC wechselte er im Juli 2024 zurück nach Deutschland zum SGV Freiberg. Doch nur ein Jahr später nahm ihn der Ligarivale FC 08 Homburg unter Vertrag.

### Nationalmannschaft
Hilal El-Helwe, dessen Eltern aus dem Libanon stammen, wurde erstmals im Oktober 2016 von Nationaltrainer Miodrag Radulović in das Aufgebot der libanesischen Nationalmannschaft berufen. Sein erstes Spiel bestritt er am 8. Oktober 2016 im Rahmen der Qualifikation für die Weltmeisterschaft 2018 gegen Myanmar. Zu weiteren Einsätzen kam er gegen Kuwait (13. Oktober 2015) und Südkorea (24. März 2016). Sein erstes Tor für die Nationalmannschaft des Libanon erzielte er beim 1:1-Unentschieden im Rückspiel gegen Myanmar am 29. März 2016.

## Erfolge
VfL Wolfsburg II
- 2016: Meister der Regionalliga Nord (Saison 2015/16)